# Саланг

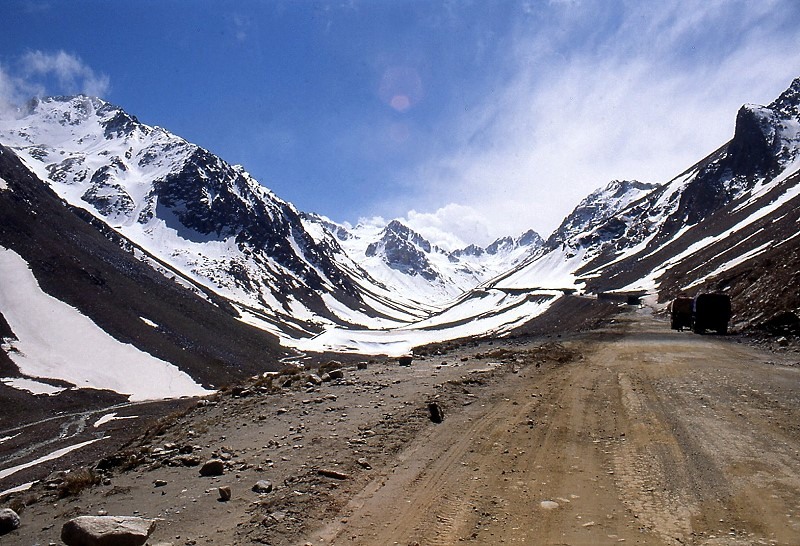
Перевал Саланг

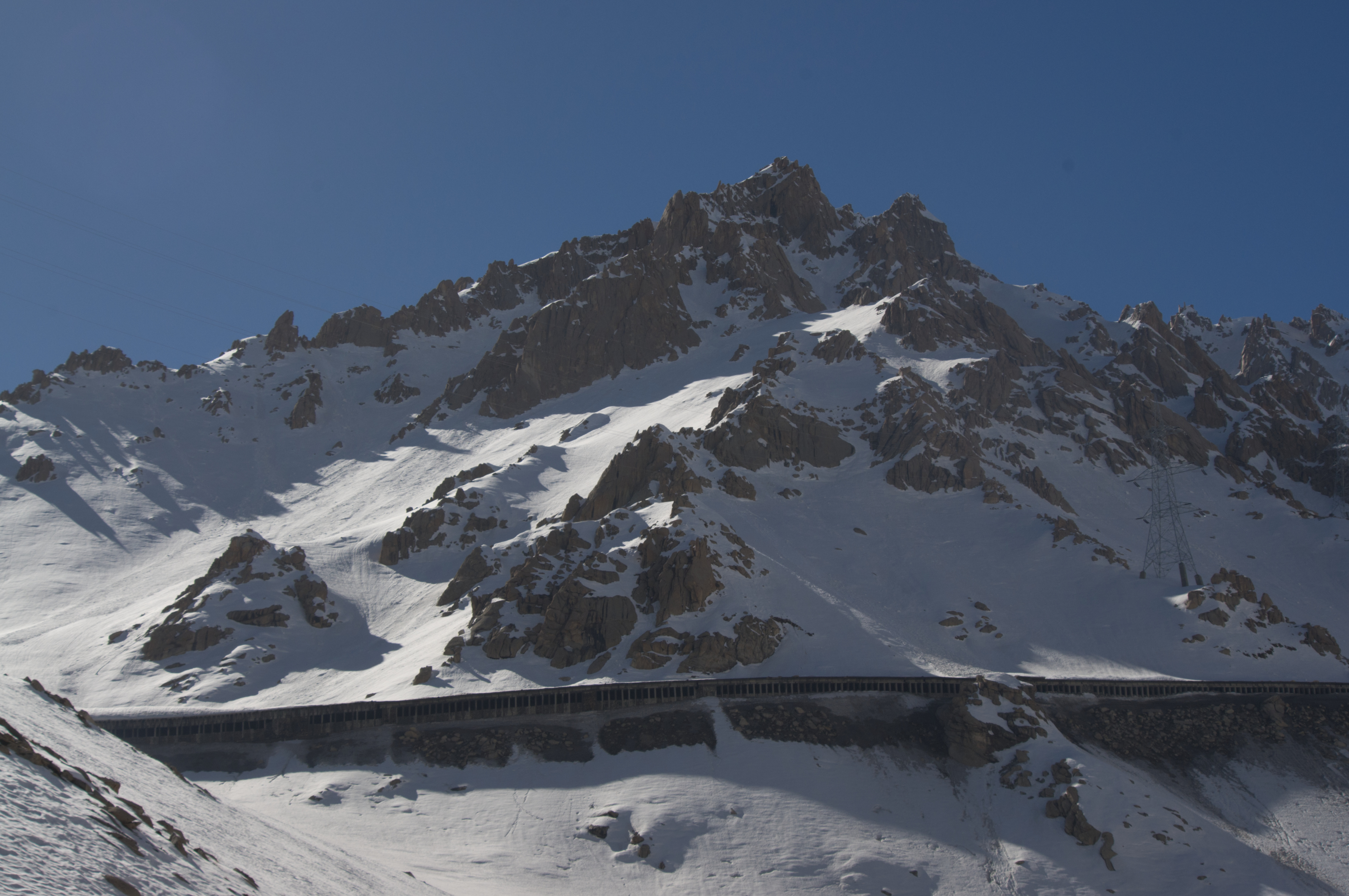
Тоннель Саланг, 19 марта 2010 года.

Перевал Сала́нг (перс. سالنگ) — стратегический перевал в Афганистане, в горах Гиндукуш, связывающий северную и центральную часть страны.
Высота 3878 метров. Через перевал идёт автомобильная дорога, являющаяся важнейшей жизненной артерией в экономике Афганистана. На ней, кроме тоннеля Саланг, построено одиннадцать километров железобетонных галерей, защищающих дорожную магистраль от снежных лавин.

## Тоннель Саланг
Тоннель Саланг — автодорожный тоннель, построенный советскими специалистами, главным образом московскими метростроевцами, в 1958—1964 годах в районе перевала Саланг. Со времени начала эксплуатации в 1964 году и до 1973 года считался самым высокогорным автодорожным тоннелем в мире. Длина тоннеля 2676 метров (вместе с выходными галереями 3,6 километра). Ширина проезжей части 6 метров. Высота южного портала — около 3200 метров над уровнем моря; наивысшая точка тоннеля — 3363 метра над уровнем моря. В 1976 году провели электрификацию и установили систему вентиляции. Движение автотранспорта было односторонним. 25 декабря 1979 года 4-й десантно-штурмовой батальон 56-й отдельной десантно-штурмовой бригады под командованием капитана Л. В. Хабарова захватил Салангский тоннель и обеспечил дальнейшее продвижение советских войск вглубь Афганистана, 26 декабря десантниками была отражена первая атака афганцев, стремившихся к возвращению контроля над тоннелем. В дальнейшем через Саланг из Советского Союза шли продовольствие, горючее, боеприпасы, живая сила и всё остальное снабжение.
В годы гражданской войны между Северным Альянсом и талибами перевал Саланг стал естественной преградой и в 1997 году тоннель был взорван, чтобы не допустить продвижения талибов на север страны. В 2002 году после объединения страны тоннель был вновь открыт.
Координаты тоннеля Саланг:
- северный портал: 35°19′20″ с. ш. 69°01′37″ в. д.HGЯO
- южный портал: 35°18′24″ с. ш. 69°02′50″ в. д.HGЯO

## Происшествия
Во время Афганской войны перевал Саланг приобрёл стратегически важное значение, обеспечивая бесперебойное снабжение введённых в Афганистан советских войск. Организации его обороны советским командованием придавалось важное значение.
В годы войны в тоннеле произошли два случая массовой гибели советских военнослужащих:
- 23 февраля 1980 года в результате дорожно-транспортного происшествия советская колонна остановилась, и 16 военнослужащих задохнулись выхлопными газами[4].
- 3 ноября 1982 года, в результате взрыва бензовоза в тоннеле погибло 176 человек (из них 64 советских военнослужащих, остальные афганцы)[источник не указан 630 дней]

Кровопролитные бои шли также во время операции «Тайфун».

## Интересные факты
- В период оказания интернациональной помощи со стороны СССР, с 1979 года — по 1989 год, тоннель Саланг обслуживали военнослужащие 692-го отдельного дорожно-комендантского батальона, позднее 278-й отдельной дорожно-комендантской бригады дорожных войск ВС СССР[5].
- У северного въезда в тоннель находится один из двух сохранившихся советских памятников в Афганистане — обелиск рядовому С. Мальцину[6].